# Силва, Крис
Крис Силва Обаме Коррейра Силва (фр. Chris Silva Obame Correia Silva; род. 19 сентября 1996, Либревиль) — габонский профессиональный баскетболист, выступающий за клуб НБА «Атланта Хокс».

## Профессиональная карьера

### Майами Хит (2019—2021)
11 июля 2019 года Силва подписал контракт с клубом НБА «Майами Хит». 19 октября 2019 года его контракт был изменён на двухсторонний, Силва также был заявлен в Джи-Лигу, в клуб «Су-Фолс Скайфорс». 23 октября 2019 года Силва дебютировал в НБА, выйдя со скамейки запасных в выигранном матче против «Мемфис Гриззлис» 120:101, он записал на свой актив 8 очков, 6 подборов и 3 блок-шота. 15 января 2020 года Силва подписал новый стандартный контракт с «Хит», рассчитанный до конца сезона 2021/2022 (последний сезон — опция клуба). 23 января 2020 года Силва был переведён в «Су-Фолс Скайфорс», через 3 дня он был возвращён обратно.

### Сакраменто Кингз (2021)
25 марта 2021 года Силва и Морис Харклесс были обменяны в «Сакраменто Кингз» на Неманью Бьелицу. 28  апреля 2021 года Сива был отчислен из «Сакраменто».

### Айова Вулвз (2021)
20 сентября 2021 года Силва подписал контракт с командой «Миннесота Тимбервулвз». Однако перед началом сезона он был отчислен. 26 октября Силва подписал контракт с командой «Айова Вулвз». В 12 играх он набирал в среднем 15,1 очков, 9,6 подбора, 1,8 передачи и 0,8 блока, лидируя в команде по подборам и блокам за игру.

### Миннесота Тимбервулвз (2021)
21 декабря 2021 года Силва подписал 10-дневный контракт с «Миннесота Тимбервулвз».

### Возвращение в Майами (2021—2022)
31 декабря 2021 года Силва подписал 10-дневный контракт с «Майами Хит». 10 января 2022 года он подписал второй 10-дневный контракт. 21 января Силва подписал третий 10-дневный контракт с «Хит». 31 января он подписал четвертый 10-дневный контракт с «Хит».

### Возвращение в Айову (2022)
9 февраля 2022 года Силва вернулся в команду «Айова Вулвз».

### Колледж Парк Скайхокс (2022—2023)
3 ноября 2022 года Силва был включен в стартовый состав команды «Колледж Парк Скайхокс».

### Даллас Маверикс (2023)
31 января 2023 года команда «Даллас Маверикс» объявила о подписании с Силвой 10-дневного контракта. 10 февраля 2023 года Силва подписал с командой второй 10-дневный контракт, но уже через четыре дня он был отчислен, а на его место был подписан Джастин Холидей.

### Возвращение в Колледж Парк (2023)
14 февраля 2023 года Силва вернулся в «Колледж Парк Скайхокс».

### Атланта Хокс (2023—настоящее время)
25 сентября 2023 года Силва подписал контракт с командой «Атланта Хокс».

## Статистика

### Статистика в НБА
| Сезон                                                                                    | Команда    | Регулярный сезон | Регулярный сезон | Регулярный сезон | Регулярный сезон | Регулярный сезон | Регулярный сезон | Регулярный сезон | Регулярный сезон | Регулярный сезон | Регулярный сезон | Регулярный сезон | Серия плей-офф | Серия плей-офф | Серия плей-офф | Серия плей-офф | Серия плей-офф | Серия плей-офф | Серия плей-офф | Серия плей-офф | Серия плей-офф | Серия плей-офф | Серия плей-офф |
| Сезон                                                                                    | Команда    | GP               | GS               | MPG              | FG%              | 3P%              | FT%              | RPG              | APG              | SPG              | BPG              | PPG              | GP             | GS             | MPG            | FG%            | 3P%            | FT%            | RPG            | APG            | SPG            | BPG            | PPG            |
| ---------------------------------------------------------------------------------------- | ---------- | ---------------- | ---------------- | ---------------- | ---------------- | ---------------- | ---------------- | ---------------- | ---------------- | ---------------- | ---------------- | ---------------- | -------------- | -------------- | -------------- | -------------- | -------------- | -------------- | -------------- | -------------- | -------------- | -------------- | -------------- |
| 2019/20                                                                                  | Майами     | 44               | 0                | 7,9              | 61,5             | 0,0              | 67,3             | 2,9              | 0,5              | 0,2              | 0,5              | 3,0              | Не участвовал  | Не участвовал  | Не участвовал  | Не участвовал  | Не участвовал  | Не участвовал  | Не участвовал  | Не участвовал  | Не участвовал  | Не участвовал  | Не участвовал  |
| 2020/21                                                                                  | Майами     | 11               | 0                | 7,5              | 69,2             | 100,0            | 73,3             | 2,3              | 0,5              | 0,1              | 0,5              | 2,7              | Не участвовал  | Не участвовал  | Не участвовал  | Не участвовал  | Не участвовал  | Не участвовал  | Не участвовал  | Не участвовал  | Не участвовал  | Не участвовал  | Не участвовал  |
| 2020/21                                                                                  | Сакраменто | 4                | 0                | 2,4              | 33,3             | -                | -                | 0,5              | 0,0              | 0,0              | 0,3              | 0,5              | Не участвовал  | Не участвовал  | Не участвовал  | Не участвовал  | Не участвовал  | Не участвовал  | Не участвовал  | Не участвовал  | Не участвовал  | Не участвовал  | Не участвовал  |
| 2021/22                                                                                  | Миннесота  | 1                | 0                | 2,0              | —                | —                | —                | 1,0              | 0,0              | 0,0              | 0,0              | 0,0              | Не участвовал  | Не участвовал  | Не участвовал  | Не участвовал  | Не участвовал  | Не участвовал  | Не участвовал  | Не участвовал  | Не участвовал  | Не участвовал  | Не участвовал  |
| 2021/22                                                                                  | Майами     | 9                | 0                | 9,8              | 53,3             | —                | 83,3             | 3,9              | 0,8              | 0,0              | 0,1              | 2,9              | Не участвовал  | Не участвовал  | Не участвовал  | Не участвовал  | Не участвовал  | Не участвовал  | Не участвовал  | Не участвовал  | Не участвовал  | Не участвовал  | Не участвовал  |
| 2022/23                                                                                  | Даллас     | 1                | 0                | 3,0              | 100,0            | —                | —                | 0,0              | 0,0              | 0,0              | 0,0              | 2,0              | Не участвовал  | Не участвовал  | Не участвовал  | Не участвовал  | Не участвовал  | Не участвовал  | Не участвовал  | Не участвовал  | Не участвовал  | Не участвовал  | Не участвовал  |
|                                                                                          | Всего      | 70               | 0                | 7,6              | 60,9             | 25,0             | 70,7             | 2,7              | 0,5              | 0,1              | 0,4              | 2,8              | Не участвовал  | Не участвовал  | Не участвовал  | Не участвовал  | Не участвовал  | Не участвовал  | Не участвовал  | Не участвовал  | Не участвовал  | Не участвовал  | Не участвовал  |
| Наведите курсор мыши на аббревиатуры в заголовке таблицы, чтобы прочесть их расшифровку. |            |                  |                  |                  |                  |                  |                  |                  |                  |                  |                  |                  |                |                |                |                |                |                |                |                |                |                |                |

### Статистика в Джи-Лиге
| Сезон                                                                                    | Команда          | Регулярный сезон | Регулярный сезон | Регулярный сезон | Регулярный сезон | Регулярный сезон | Регулярный сезон | Регулярный сезон | Регулярный сезон | Регулярный сезон | Регулярный сезон | Регулярный сезон | Серия плей-офф | Серия плей-офф | Серия плей-офф | Серия плей-офф | Серия плей-офф | Серия плей-офф | Серия плей-офф | Серия плей-офф | Серия плей-офф | Серия плей-офф | Серия плей-офф |
| Сезон                                                                                    | Команда          | GP               | GS               | MPG              | FG%              | 3P%              | FT%              | RPG              | APG              | SPG              | BPG              | PPG              | GP             | GS             | MPG            | FG%            | 3P%            | FT%            | RPG            | APG            | SPG            | BPG            | PPG            |
| ---------------------------------------------------------------------------------------- | ---------------- | ---------------- | ---------------- | ---------------- | ---------------- | ---------------- | ---------------- | ---------------- | ---------------- | ---------------- | ---------------- | ---------------- | -------------- | -------------- | -------------- | -------------- | -------------- | -------------- | -------------- | -------------- | -------------- | -------------- | -------------- |
| 2019/20                                                                                  | Су-Фолс Скайфорс | 2                | 0                | 17,9             | 83,3             | -                | 50,0             | 5,0              | 2,0              | 0,5              | 2,5              | 11,5             | Не участвовал  | Не участвовал  | Не участвовал  | Не участвовал  | Не участвовал  | Не участвовал  | Не участвовал  | Не участвовал  | Не участвовал  | Не участвовал  | Не участвовал  |
|                                                                                          | Всего            | 2                | 0                | 17,9             | 83,3             | -                | 50,0             | 5,0              | 2,0              | 0,5              | 2,5              | 11,5             | Не участвовал  | Не участвовал  | Не участвовал  | Не участвовал  | Не участвовал  | Не участвовал  | Не участвовал  | Не участвовал  | Не участвовал  | Не участвовал  | Не участвовал  |
| Наведите курсор мыши на аббревиатуры в заголовке таблицы, чтобы прочесть их расшифровку. |                  |                  |                  |                  |                  |                  |                  |                  |                  |                  |                  |                  |                |                |                |                |                |                |                |                |                |                |                |

### Статистика в колледже
| Сезон                                                                                   | Команда        | GP  | GS  | MPG  | FG%  | 3P%  | FT%  | RPG | APG | SPG | BPG | PPG  |  |
| --------------------------------------------------------------------------------------- | -------------- | --- | --- | ---- | ---- | ---- | ---- | --- | --- | --- | --- | ---- |  |
| 2015/16                                                                                 | Южная Каролина | 32  | 6   | 13,3 | 48,2 | -    | 60,9 | 4,5 | 0,2 | 0,4 | 0,9 | 5,4  |  |
| 2016/17                                                                                 | Южная Каролина | 37  | 37  | 20,9 | 52,4 | 0,0  | 74,9 | 6,1 | 0,4 | 0,6 | 1,4 | 10,2 |  |
| 2017/18                                                                                 | Южная Каролина | 33  | 33  | 25,8 | 46,7 | 41,7 | 75,3 | 8,0 | 1,2 | 0,6 | 1,4 | 14,3 |  |
| 2018/19                                                                                 | Южная Каролина | 32  | 32  | 26,8 | 50,8 | 50,0 | 74,4 | 7,6 | 0,9 | 0,9 | 1,9 | 15,2 |  |
|                                                                                         | Всего          | 134 | 108 | 21,7 | 49,7 | 47,5 | 72,9 | 6,5 | 0,7 | 0,6 | 1,4 | 11,3 |  |
| Наведите курсор мыши на аббревиатуры в заголовке таблицы, чтобы прочесть их расшифровку |                |     |     |      |      |      |      |     |     |     |     |      |  |